# Cascada/Diskografie
Diese Diskografie ist eine Übersicht über die musikalischen Werke der deutschen Dance-Band Cascada und ihrer Pseudonyme wie Cascade und Siria. Den Quellenangaben zufolge hat sie bisher mehr als 30 Millionen Tonträger verkauft. Ihre erfolgreichste Veröffentlichung ist das Debütalbum Everytime We Touch mit über sieben Millionen verkauften Einheiten.

## Alben

### Studioalben
| Jahr | Titel Musiklabel                              | Höchstplatzierung, Gesamtwochen, AuszeichnungChartplatzierungen (Jahr, Titel, Musiklabel, Platzierungen, Wochen, Auszeichnungen, Anmerkungen) | Höchstplatzierung, Gesamtwochen, AuszeichnungChartplatzierungen (Jahr, Titel, Musiklabel, Platzierungen, Wochen, Auszeichnungen, Anmerkungen) | Höchstplatzierung, Gesamtwochen, AuszeichnungChartplatzierungen (Jahr, Titel, Musiklabel, Platzierungen, Wochen, Auszeichnungen, Anmerkungen) | Höchstplatzierung, Gesamtwochen, AuszeichnungChartplatzierungen (Jahr, Titel, Musiklabel, Platzierungen, Wochen, Auszeichnungen, Anmerkungen) | Höchstplatzierung, Gesamtwochen, AuszeichnungChartplatzierungen (Jahr, Titel, Musiklabel, Platzierungen, Wochen, Auszeichnungen, Anmerkungen) | Anmerkungen                                                  |
| Jahr | Titel Musiklabel                              | DE | AT | CH | UK | US | Anmerkungen                                                  |
| ---- | --------------------------------------------- | --- | --- | --- | --- | --- | ------------------------------------------------------------ |
| 2006 | Everytime We Touch Zooland Records (Sony BMG) | DE50 (10 Wo.)DE | AT31 (12 Wo.)AT | CH48 (11 Wo.)CH | UK2 Platin · (30 Wo.)UK | US67 (16 Wo.)US | Erstveröffentlichung: 6. November 2006 Verkäufe: + 7.000.000 |
| 2007 | Perfect Day Zeitgeist (UMG)                   | DE30 (11 Wo.)DE | AT16 (14 Wo.)AT | CH81 (2 Wo.)CH | UK9 Silber · (25 Wo.)UK | US70 (3 Wo.)US | Erstveröffentlichung: 14. Dezember 2007 Verkäufe: + 500.000  |
| 2009 | Evacuate the Dancefloor Zeitgeist (UMG)       | DE21 (7 Wo.)DE | AT15 (8 Wo.)AT | CH36 (11 Wo.)CH | UK8 Gold · (11 Wo.)UK | US155 (1 Wo.)US | Erstveröffentlichung: 17. Juli 2009 Verkäufe: + 100.000      |
| 2011 | Original Me Zoo Digital (UMG)                 | DE41 (1 Wo.)DE | AT46 (3 Wo.)AT | CH44 (2 Wo.)CH | UK24 Silber · (3 Wo.)UK | — | Erstveröffentlichung: 24. Juni 2011 Verkäufe: + 60.000       |
| 2024 | Studio 24 Stars by Edel (Edel)                | DE81 (1 Wo.)DE | — | — | — | — | Erstveröffentlichung: 11. Oktober 2024                       |

### Kompilationen
| Jahr | Titel Musiklabel                        | Höchstplatzierung, Gesamtwochen, AuszeichnungChartplatzierungen (Jahr, Titel, Musiklabel, Platzierungen, Wochen, Auszeichnungen, Anmerkungen) | Höchstplatzierung, Gesamtwochen, AuszeichnungChartplatzierungen (Jahr, Titel, Musiklabel, Platzierungen, Wochen, Auszeichnungen, Anmerkungen) | Höchstplatzierung, Gesamtwochen, AuszeichnungChartplatzierungen (Jahr, Titel, Musiklabel, Platzierungen, Wochen, Auszeichnungen, Anmerkungen) | Höchstplatzierung, Gesamtwochen, AuszeichnungChartplatzierungen (Jahr, Titel, Musiklabel, Platzierungen, Wochen, Auszeichnungen, Anmerkungen) | Höchstplatzierung, Gesamtwochen, AuszeichnungChartplatzierungen (Jahr, Titel, Musiklabel, Platzierungen, Wochen, Auszeichnungen, Anmerkungen) | Anmerkungen                             |
| Jahr | Titel Musiklabel                        | DE | AT | CH | UK | US | Anmerkungen                             |
| ---- | --------------------------------------- | --- | --- | --- | --- | --- | --------------------------------------- |
| 2010 | Platinum Zoo Digital (UMG)              | — | — | — | — | — | Erstveröffentlichung: 15. März 2010     |
| 2010 | Just the Hits Awesome Music (Awesome)   | — | — | — | — | — | Erstveröffentlichung: 16. November 2010 |
| 2012 | Back on the Dancefloor Zeitgeist (UMG)  | DE35 (2 Wo.)DE | AT31 (2 Wo.)AT | CH25 (4 Wo.)CH | — | — | Erstveröffentlichung: 13. April 2012    |
| 2013 | The Best of Cascada Zoo Digital (UMG)   | — | — | — | — | — | Erstveröffentlichung: 29. März 2013     |
| 2013 | Acoustic Sessions Zooland Records (UMG) | — | — | — | — | — | Erstveröffentlichung: 5. November 2013  |

### Remixalben
| Jahr | Titel Musiklabel                                                                         | Anmerkungen                            |
| ---- | ---------------------------------------------------------------------------------------- | -------------------------------------- |
| 2006 | The Remix Album auch bekannt als: Everytime We Touch – The Remixes Balloon Records (EMI) | Erstveröffentlichung: 20. Oktober 2006 |

### EPs
| Jahr | Titel Musiklabel                          | Anmerkungen                              |
| ---- | ----------------------------------------- | ---------------------------------------- |
| 2006 | Ready for Love Zooland Records (Sony BMG) | Erstveröffentlichung: 15. September 2006 |

### Weihnachtsalben
| Jahr | Titel Musiklabel                      | Anmerkungen                             |
| ---- | ------------------------------------- | --------------------------------------- |
| 2012 | It’s Christmas Time Zoo Digital (UMG) | Erstveröffentlichung: 30. November 2012 |

## Singles

### Als Leadmusiker
| Jahr | Titel Album                                  | Höchstplatzierung, Gesamtwochen, AuszeichnungChartplatzierungen (Jahr, Titel, Album, Platzierungen, Wochen, Auszeichnungen, Anmerkungen, Neuinterpretation von:) | Höchstplatzierung, Gesamtwochen, AuszeichnungChartplatzierungen (Jahr, Titel, Album, Platzierungen, Wochen, Auszeichnungen, Anmerkungen, Neuinterpretation von:) | Höchstplatzierung, Gesamtwochen, AuszeichnungChartplatzierungen (Jahr, Titel, Album, Platzierungen, Wochen, Auszeichnungen, Anmerkungen, Neuinterpretation von:) | Höchstplatzierung, Gesamtwochen, AuszeichnungChartplatzierungen (Jahr, Titel, Album, Platzierungen, Wochen, Auszeichnungen, Anmerkungen, Neuinterpretation von:) | Höchstplatzierung, Gesamtwochen, AuszeichnungChartplatzierungen (Jahr, Titel, Album, Platzierungen, Wochen, Auszeichnungen, Anmerkungen, Neuinterpretation von:) | Anmerkungen                                                               | Neuinterpretation von:                                             | [↑]: gemeinsam behandelt mit vorhergehendem Eintrag; [←]: in beiden Charts platziert |
| Jahr | Titel Album                                  | DE | AT | CH | UK | US | Anmerkungen                                                               | Neuinterpretation von:                                             |                                                                                      |
| ---- | -------------------------------------------- | --- | --- | --- | --- | --- | ------------------------------------------------------------------------- | ------------------------------------------------------------------ | ------------------------------------------------------------------------------------ |
| 2004 | Miracle Everytime We Touch                   | DE32 (9 Wo.)DE | AT24 (4 Wo.)AT | CH85 (1 Wo.)CH | UK8 Silber · (15 Wo.)UK | US— GoldUS | Erstveröffentlichung: 22. März 2004 Verkäufe: + 856.865                   |                                                                    |                                                                                      |
| 2004 | Bad Boy Everytime We Touch                   | — | — | — | — | — | Erstveröffentlichung: 2. September 2004                                   |                                                                    |                                                                                      |
| 2005 | Everytime We Touch                           | DE5 ×2Doppelplatin · (19 Wo.)DE | AT13 (21 Wo.)AT | CH22 (24 Wo.)CH | UK2 ×3Dreifachplatin · (42 Wo.)UK | US10 Platin · (31 Wo.)US | Erstveröffentlichung: 24. März 2005 Verkäufe: + 4.080.814                 | Maggie Reilly – Everytime We Touch (1992)                          |                                                                                      |
| 2005 | How Do You Do Everytime We Touch             | — | AT50 (4 Wo.)AT | — | — | — | Erstveröffentlichung: 7. Oktober 2005                                     | Roxette – How Do You Do! (1992)                                    |                                                                                      |
| 2006 | A Neverending Dream Everytime We Touch       | — | — | — | UK46 (3 Wo.)UK | — | Erstveröffentlichung: 28. März 2006                                       | X-Perience – A Neverending Dream (1996)                            |                                                                                      |
| 2006 | Truly Madly Deeply Everytime We Touch        | DE26 (9 Wo.)DE | AT22 (11 Wo.)AT | — | UK4 Silber · (23 Wo.)UK | — | Erstveröffentlichung: 11. Dezember 2006 Verkäufe: + 200.000               | Savage Garden – Truly Madly Deeply (1997)                          |                                                                                      |
| 2007 | One More Night Everytime We Touch            | — | — | — | — | — | Erstveröffentlichung: 15. Mai 2007                                        |                                                                    |                                                                                      |
| 2007 | Last Christmas It’s Christmas Time           | DE82 (2 Wo.)DE | AT63 (2 Wo.)AT | — | UK10 Silber · (19 Wo.)UK | US52 Gold · (14 Wo.)US | Erstveröffentlichung: 10. Dezember 2007                                   | Wham! – Last Christmas (1984)                                      |                                                                                      |
| 2007 | What Hurts the Most Perfect Day              | DE9 (11 Wo.)DE | AT3 (16 Wo.)AT | —[UK: ↑][US: ↑] | UK10 Silber · (19 Wo.)UK | US52 Gold · (14 Wo.)US | Erstveröffentlichung: 10. Dezember 2007 Verkäufe: + 700.000               | Mark Wills – What Hurts the Most (2003)                            |                                                                                      |
| 2008 | What Do You Want from Me? Perfect Day        | DE54 (6 Wo.)DE | AT50 (7 Wo.)AT | — | UK51 (3 Wo.)UK | — | Erstveröffentlichung: 7. März 2008                                        |                                                                    |                                                                                      |
| 2008 | Because the Night Perfect Day                | DE41 (8 Wo.)DE | AT45 (6 Wo.)AT | — | UK28 (6 Wo.)UK | — | Erstveröffentlichung: 18. Juli 2008                                       | Patti Smith Group – Because the Night (1978)                       |                                                                                      |
| 2008 | Faded Perfect Day                            | — | — | — | — | — | Erstveröffentlichung: August 2008                                         |                                                                    |                                                                                      |
| 2009 | Perfect Day                                  | — | — | — | — | — | Erstveröffentlichung: 17. Februar 2009                                    |                                                                    |                                                                                      |
| 2009 | Evacuate the Dancefloor                      | DE5 Platin · (39 Wo.)DE | AT6 (33 Wo.)AT | CH7 (35 Wo.)CH | UK1 Platin · (18 Wo.)UK | US25 Platin · (26 Wo.)US | Erstveröffentlichung: 29. Juni 2009 Verkäufe: + 3.000.000; feat. Carlprit |                                                                    |                                                                                      |
| 2009 | Fever Evacuate the Dancefloor                | DE31 (7 Wo.)DE | AT38 (5 Wo.)AT | — | — | — | Erstveröffentlichung: 9. Oktober 2009                                     |                                                                    |                                                                                      |
| 2009 | Dangerous Evacuate the Dancefloor            | — | — | — | UK67 (2 Wo.)UK | — | Erstveröffentlichung: 12. Oktober 2009                                    |                                                                    |                                                                                      |
| 2010 | Pyromania Original Me                        | DE21 (11 Wo.)DE | AT26 (10 Wo.)AT | — | UK60 (1 Wo.)UK | — | Erstveröffentlichung: 16. März 2010                                       |                                                                    |                                                                                      |
| 2011 | San Francisco Original Me                    | DE13 (14 Wo.)DE | AT14 (11 Wo.)AT | — | UK64 (1 Wo.)UK | — | Erstveröffentlichung: 3. Juni 2011                                        |                                                                    |                                                                                      |
| 2011 | Au revoir Original Me                        | DE73 (1 Wo.)DE | AT31 (3 Wo.)AT | — | — | — | Erstveröffentlichung: 23. September 2011                                  |                                                                    |                                                                                      |
| 2011 | Night Nurse Original Me                      | — | — | — | — | — | Erstveröffentlichung: 17. Dezember 2011 feat. R.I.O.                      |                                                                    |                                                                                      |
| 2012 | Summer of Love Back on the Dancefloor        | DE13 (9 Wo.)DE | AT7 (6 Wo.)AT | CH13 (16 Wo.)CH | — | — | Erstveröffentlichung: 30. März 2012                                       |                                                                    |                                                                                      |
| 2012 | The Rhythm of the Night The Best of Cascada  | DE26 (7 Wo.)DE | AT9 (9 Wo.)AT | CH22 (7 Wo.)CH | — | — | Erstveröffentlichung: 22. Juni 2012 feat. Nicci                           | Corona – The Rhythm of the Night (1993)                            |                                                                                      |
| 2013 | Glorious The Best of Cascada                 | DE6 (14 Wo.)DE | AT29 (6 Wo.)AT | CH56 (1 Wo.)CH | — | — | Erstveröffentlichung: 8. Februar 2013                                     |                                                                    |                                                                                      |
| 2013 | The World Is in My Hands The Best of Cascada | — | — | — | — | — | Erstveröffentlichung: 2. August 2013                                      |                                                                    |                                                                                      |
| 2014 | Blink –                                      | — | — | — | — | — | Erstveröffentlichung: 28. März 2014                                       |                                                                    |                                                                                      |
| 2014 | Madness –                                    | — | — | — | — | — | Erstveröffentlichung: 26. September 2014 feat. Tris                       |                                                                    |                                                                                      |
| 2015 | Reason –                                     | — | — | — | — | — | Erstveröffentlichung: 20. Februar 2015                                    |                                                                    |                                                                                      |
| 2017 | Run –                                        | — | — | — | — | — | Erstveröffentlichung: 27. Januar 2017                                     |                                                                    |                                                                                      |
| 2017 | Playground –                                 | — | — | — | — | — | Erstveröffentlichung: 20. April 2017                                      |                                                                    |                                                                                      |
| 2018 | Back For Good –                              | — | — | — | — | — | Erstveröffentlichung: 20. Juli 2018                                       |                                                                    |                                                                                      |
| 2019 | Like The Way I Do –                          | — | — | — | — | — | Erstveröffentlichung: 16. August 2019                                     |                                                                    |                                                                                      |
| 2020 | I’m Feeling It (In The Air) –                | — | — | — | — | — | Erstveröffentlichung: 2. Oktober 2020                                     |                                                                    |                                                                                      |
| 2021 | One Last Dance –                             | — | — | — | — | — | Erstveröffentlichung: 4. Juni 2021 feat. Trans-X                          |                                                                    |                                                                                      |
| 2021 | Never Let Me Go –                            | — | — | — | — | — | Erstveröffentlichung: 5. November 2021 mit Timmy Trumpet & Harris & Ford  |                                                                    |                                                                                      |
| 2024 | Ain’t No Mountain High Enough Studio 24      | — | — | — | — | — | Erstveröffentlichung: 15. März 2024                                       | Tammi Terrell & Marvin Gaye – Ain’t No Mountain High Enough (1967) |                                                                                      |
| 2024 | Call Me Studio 24                            | — | — | — | — | — | Erstveröffentlichung: 21. Juni 2024                                       | Blondie – Call Me (1980)                                           |                                                                                      |
| 2025 | Beautiful Odyssey –                          | — | — | — | — | — | Erstveröffentlichung: 1. August 2025 mit YouNotUs                         |                                                                    |                                                                                      |

### Als Gastmusiker
| Jahr | Titel Album  | Höchstplatzierung, Gesamtwochen, AuszeichnungChartplatzierungen (Jahr, Titel, Album, Platzierungen, Wochen, Auszeichnungen, Anmerkungen, Neuinterpretation von:) | Höchstplatzierung, Gesamtwochen, AuszeichnungChartplatzierungen (Jahr, Titel, Album, Platzierungen, Wochen, Auszeichnungen, Anmerkungen, Neuinterpretation von:) | Höchstplatzierung, Gesamtwochen, AuszeichnungChartplatzierungen (Jahr, Titel, Album, Platzierungen, Wochen, Auszeichnungen, Anmerkungen, Neuinterpretation von:) | Höchstplatzierung, Gesamtwochen, AuszeichnungChartplatzierungen (Jahr, Titel, Album, Platzierungen, Wochen, Auszeichnungen, Anmerkungen, Neuinterpretation von:) | Höchstplatzierung, Gesamtwochen, AuszeichnungChartplatzierungen (Jahr, Titel, Album, Platzierungen, Wochen, Auszeichnungen, Anmerkungen, Neuinterpretation von:) | Anmerkungen                                                | Neuinterpretation von: |
| Jahr | Titel Album  | DE | AT | CH | UK | US | Anmerkungen                                                | Neuinterpretation von: |
| ---- | ------------ | --- | --- | --- | --- | --- | ---------------------------------------------------------- | ---------------------- |
| 2016 | Praise You – | — | — | — | — | — | Erstveröffentlichung: 10. Juni 2016 Cassiano feat. Cascada |                        |

## Musikvideos
| Jahr | Titel                               | Regie            |
| ---- | ----------------------------------- | ---------------- |
| 2004 | Miracle                             | Lisa Mann        |
| 2005 | Everytime We Touch (zwei Versionen) | Max Nichols      |
| 2006 | Truly Madly Deeply                  | Stephen Gragg    |
| 2007 | A Neverending Dream                 |                  |
| 2007 | What Hurts the Most                 | Clark Jackson    |
| 2007 | Last Christmas                      | Dirk Hilger      |
| 2008 | What Do You Want from Me?           | Silvio Soldini   |
| 2008 | Because the Night                   | Dirk Hilger      |
| 2009 | Evacuate the Dancefloor             | Max Nichols      |
| 2009 | Fever                               | Dirk Hilger      |
| 2009 | Dangerous                           | Jonathan Mostow  |
| 2010 | Pyromania                           | Lisa Mann        |
| 2011 | Jump                                | Andreas Z. Simon |
| 2011 | Night Nurse                         |                  |
| 2011 | San Francisco                       | Lisa Mann        |
| 2011 | Au revoir                           | Lisa Mann        |
| 2012 | Summer of Love                      |                  |
| 2012 | The Rhythm of the Night             | Iulian Moga      |
| 2013 | Glorious                            | Lina Schütze     |
| 2013 | The World Is in My Hands            | Lina Schütze     |
| 2014 | Blink                               | Manian           |
| 2014 | Madness                             |                  |
| 2015 | Reason                              | Lina Schütze     |

## Boxsets
- 2010: 3D Special Edition!
- 2012: 2 for 1: Evacuate the Dancefloor/Everytime We Touch

## Sonderveröffentlichungen
Samplerbeiträge
- 2011: Jump (mit Jerome Molnar; Dein Song 2011)

## Statistik

### Chartauswertung
|                     | DE    | AT    | CH    | UK    | US    |
| ------------------- | ----- | ----- | ----- | ----- | ----- |
| Nummer-eins-Alben   | DE—DE | AT—AT | CH—CH | UK—UK | US—US |
| Top-10-Alben        | DE—DE | AT—AT | CH—CH | UK3UK | US—US |
| Alben in den Charts | DE6DE | AT5AT | CH5CH | UK4UK | US3US |

|                       | DE     | AT     | CH    | UK     | US    |
| --------------------- | ------ | ------ | ----- | ------ | ----- |
| Nummer-eins-Singles   | DE—DE  | AT—AT  | CH—CH | UK1UK  | US—US |
| Top-10-Singles        | DE4DE  | AT4AT  | CH1CH | UK5UK  | US1US |
| Singles in den Charts | DE15DE | AT16AT | CH6CH | UK11UK | US3US |

### Auszeichnungen für Musikverkäufe
| Silberne Schallplatte - Frankreich - 2007: für die Single Miracle Goldene Schallplatte - Dänemark - 2009: für die Single Evacuate the Dancefloor - Finnland - 2007: für die Single Miracle - 2008: für die Single Everytime We Touch - Frankreich - 2008: für das Album Everytime We Touch - Irland - 2007: für das Album Perfect Day - Italien - 2019: für die Single Everytime We Touch - Niederlande - 2009: für die Single Evacuate the Dancefloor | Platin-Schallplatte - Australien - 2009: für die Single Evacuate the Dancefloor - Frankreich - 2007: für die Single Everytime We Touch - Kanada - 2008: für die Single Everytime We Touch - Neuseeland - 2010: für die Single Evacuate the Dancefloor 2× Platin-Schallplatte - Dänemark - 2024: für die Single Everytime We Touch - Kanada - 2010: für die Single Evacuate the Dancefloor - Neuseeland - 2024: für die Single Everytime We Touch - Schweden - 2006: für die Single Everytime We Touch |

Anmerkung: Auszeichnungen in Ländern aus den Charttabellen bzw. Chartboxen sind in ebendiesen zu finden.
| Land/RegionAuszeichnungen für Musikverkäufe (Land/Region, Auszeichnungen, Verkäufe, Quellen) | Silber     | Gold       | Platin       | Verkäufe  | Quellen                                                               |
| -------------------------------------------------------------------------------------------- | ---------- | ---------- | ------------ | --------- | --------------------------------------------------------------------- |
| Australien (ARIA)                                                                            | —          | —          | Platin1      | 70.000    | aria.com.au                                                           |
| Dänemark (IFPI)                                                                              | —          | Gold1      | 2× Platin2   | 195.000   | ifpi.dk                                                               |
| Deutschland (BVMI)                                                                           | —          | —          | 3× Platin3   | 900.000   | musikindustrie.de                                                     |
| Finnland (IFPI)                                                                              | —          | 2× Gold2   | —            | 12.679    | ifpi.fi                                                               |
| Frankreich (SNEP)                                                                            | Silber1    | Gold1      | Platin1      | 475.000   | infodisc.fr snepmusique.com                                           |
| Irland (IRMA)                                                                                | —          | Gold1      | —            | 7.500     | irishcharts.ie                                                        |
| Italien (FIMI)                                                                               | —          | Gold1      | —            | 25.000    | fimi.it                                                               |
| Kanada (MC)                                                                                  | —          | —          | 3× Platin3   | 200.000   | musiccanada.com                                                       |
| Neuseeland (RMNZ)                                                                            | —          | —          | 3× Platin3   | 75.000    | radioscope.net.nz (Memento vom 28. Juli 2011 im Internet Archive) NZ2 |
| Niederlande (NVPI)                                                                           | —          | Gold1      | —            | 10.000    | nvpi.nl                                                               |
| Schweden (IFPI)                                                                              | —          | —          | 2× Platin2   | 40.000    | sverigetopplistan.se                                                  |
| Spanien (Promusicae)                                                                         | —          | Gold1      | —            | 30.000    | elportaldemusica.es                                                   |
| Vereinigte Staaten (RIAA)                                                                    | —          | 2× Gold2   | 2× Platin2   | 3.000.000 | riaa.com                                                              |
| Vereinigtes Königreich (BPI)                                                                 | 5× Silber5 | Gold1      | 5× Platin5   | 3.820.000 | bpi.co.uk                                                             |
| Insgesamt                                                                                    | 6× Silber6 | 11× Gold11 | 22× Platin22 |           |                                                                       |